# Domenico Guardi
Domenico Guardi (Mastellina, 22 maggio 1678 – Venezia, 16 ottobre 1716) è stato un pittore italiano del tardo Seicento e inizio Settecento, vicino allo stile rococò.

## Biografia

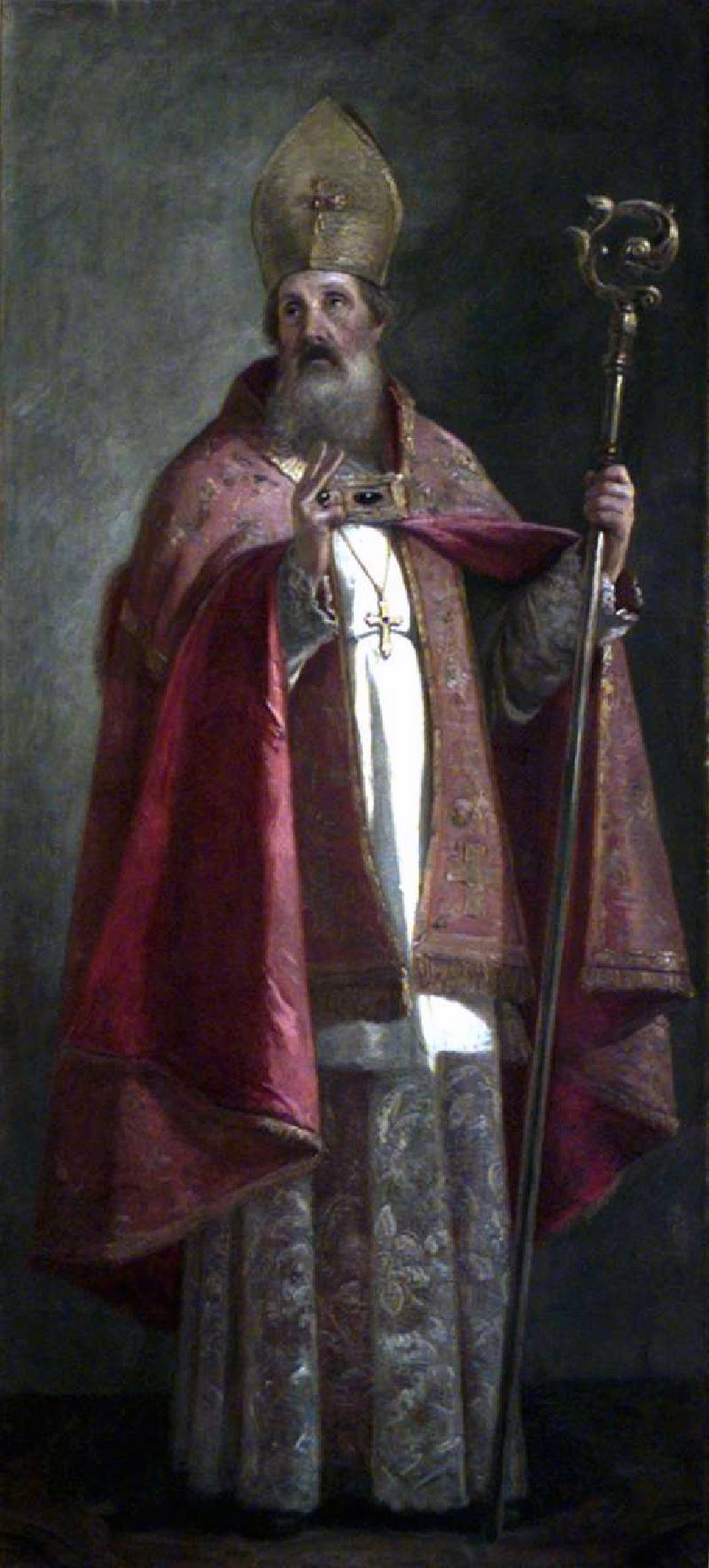
San Zenone vescovo

Appartenenti alla famiglia Guardi, figlio di Guardo, nacque a Mastellina e fu il primo della famiglia a intraprendere la carriera di pittore.
Venne mandato dal padre a Vienna presso il canonico Giovanni, zio paterno, che avrebbe dovuto aiutarlo ad iniziare la carriera artistica. Domenico mantenne contatti con la comunità di emigranti provenienti dalla Val di Sole diventando amico del pittore Antonio Bellucci, amicizia importante tanto che questi gli fece da padrino al battesimo del primo figlio Gianantonio. Lavorò per la famiglia Giovanelli che aveva proprietà sia nel Veneto nella bergamasca e nel Tirolo, questo sarà un contatto importante anche per la carriera dei figli nati dal matrimonio con Maria Claudia Pichler. Per i Giovannelli realizzò il dipinto San Zenone conservato nella nuova chiesa dedicata al santo della frazione Valtrighe di Mapello, ma proveniente dall'antica chiesa e datato 1716, anno della sua morte.
Difficile stilare l'elenco delle sue opere, Domenico morì a soli trentasette anni a Venezia nella contrada di Santa Maria Formosa, dopo una breve malattia lasciando la sua bottega ai sei figli tra i quali Gianantonio, Francesco e Nicolò che proseguirono la carriera paterna.
La figlia Maria Cecilia Guardi dopo la sua morte andò in sposa al pittore Giambattista Tiepolo.